# اتاق ۲۰۳
اتاق ۲۰۳ (انگلیسی: Room 203) یک فیلم ترسناک آمریکایی به کارگردانی بن جگر است. این فیلم با بازی فرانچسکا ژورب و ویکتوریا وینیارسکا بر روی دو دوست صمیمی تمرکز دارد که به تازگی به عنوان هم اتاقی با هم زندگی می‌کنند و متوجه می‌شوند که آپارتمان جدیدشان توسط ارواح قاتل تسخیر شده‌است. این فیلم که توسط جان پولیکوین، نیک ریچی و بن جگر نوشته شده‌است، بر اساس رمانی ژاپنی به همین نام نوشته نانامی کامون و انتشارات کوبونشا ساخته شده‌است.
این فیلم که به‌طور مشترک توسط شرکت آمریکایی AMMO Entertainment و شرکت ژاپنی وابسته به Ammo Inc. ساخته شده‌است، توسط ورتیکال انترتینمنت در ۱۵ آوریل ۲۰۲۲ در ایالات متحده منتشر شد.